# Melbourne Victory FC
Melbourne Victory Football Club je australský fotbalový klub z Melbourne. Klubové barvy jsou modrá a bílá.

## Úspěchy
- A-League mužů (4): 2007, 2009, 2015, 2018
- Australský pohár (2): 2015, 2021